# Liste der russischen Gesandten in Sardinien-Piemont
Liste der russischen Gesandten in Sardinien-Piemont.

## Geschichte
Erste russische Missionen an den sardinisch-piemontesischen Hof in Turin bildeten Sondermissionen 1770 bis 1773 durch Alexei Wassiljewitsch Naryschki (1742–1800) und 1780 bis 1782 durch Dmitri Alexejewitsch Golizyn (1734–1803), beide im Auftrag von Katharina der Großen. Tatsächliche diplomatische Beziehungen und eine ständige Gesandtschaft bestanden ab 1783. Während der napoleonischen Kriege wurde 1798 der Festlandteil des Königreichs Sardiniens von französischen Truppen besetzt. 1799 folgte der russische Gesandte dem sardinischen König Karl Emanuel IV. ins Exil nach Rom, 1806 wurde der sardinische Hof dann vorübergehend nach Cagliari verlegt. 1814 wurde Turin erneut Residenz der sardinischen Könige.
Auf der Seite der Alliierten beteiligte sich das Königreich Sardinien 1853 bis 1856 am Krimkrieg gegen Russland, wodurch es in dieser Zeit zu einem Abbruch der diplomatischen Beziehungen kam. Mit der Ausrufung des Königreich Italien im Februar 1861 wurde Turin Hauptstadt des vereinten Italien, und Ernst Johann von Stackelberg ab 1862 erster Russischer Gesandter im Königreich Italien. Turin blieb bis 1865 Haupt- und Residenzstadt Italiens, ebenso wie Sitz der russischen Gesandtschaft.

## Missionschefs

### Russische Gesandte in Sardinien-Piemont
1783: Aufnahme diplomatischer Beziehungen
| Ernennung/ Akkreditierung | Abberufung | Name                                 | Anmerkungen | ernannt von   | akkreditiert bei    |
| ------------------------- | ---------- | ------------------------------------ | --- | ------------- | ------------------- |
| 1783                      | 1788       | Nikolai Borissowitsch Jussupow       | (* 1750; † 1831) Gesandter | Katharina II. | Viktor Amadeus III. |
| 1788                      | 1790       | Peter Karpow                         | (* 1755; † 1812) Geschäftsträger | Katharina II. | Viktor Amadeus III. |
| 1790                      | 1793, Mär. | Alexander Michailowitsch Belosselski | (* 1752; † 1809) Gesandter, davor 1780 bis 1790 Gesandter in Sachsen | Katharina II. | Viktor Amadeus III. |
| 1794                      | 1798, Jul. | Gustav Ernst von Stackelberg         | (* 1766; † 1850) Gesandter, danach 1799 bis 1802 Gesandter in der Schweiz, 1802 bis 1807 Gesandter in den Niederlanden, 1807 bis 1810 Gesandter in Preußen, 1810 bis 1818 Botschafter in Österreich | Katharina II. | Viktor Amadeus III. |
| 1798                      | 1799       |                                      | Unterbrechung der Beziehungen |               |                     |
| 1799, Aug.                | 1801, Jun. | Adam Jerzy Czartoryski               | (* 1770; † 1861) Gesandter, danach 1804 bis 1806 Außenminister | Paul I.       | Karl Emanuel IV.    |
| 1801                      | 1801       | Peter Karpow                         | (* 1755; † 1812) Geschäftsträger | Alexander I.  | Karl Emanuel IV.    |
| 1801, Jun.                | 1802, Mai  | Pawel Gawrilowitsch Gagarin          | (* 1777; † 1850) Gesandter | Alexander I.  | Karl Emanuel IV.    |
| 1802, Mai                 | 1809, Nov. | Akim Grigorjewitsch Lizakewitsch     | (* 17??; † 18??) Gesandter | Alexander I.  | Viktor Emanuel I.   |
| 1810                      | 1811       | Peter Borissowitsch Kozlowski        | (* 1764; † 1840) Geschäftsträger, 1812 bis 1818 erneut Missionschef in Sardinien-Piemont, 1818 bis 1820 Gesandter in Württemberg                                                                    | Alexander I.  | Viktor Emanuel I.   |
| 1811, Jan.                | 1812, Sep. | Giorgio Mocenigo                     | (* 1764; † 1839) Geschäftsträger, davor 1794 bis 1801 Gesandter in der Toskana, danach 1812 bis 1818 Gesandter in Neapel, 1818 bis 1827 erneut Missionschef in Sardinien-Piemont                    | Alexander I.  | Viktor Emanuel I.   |
| 1812, Sep.                | 1818, Nov. | Peter Borissowitsch Kozlowski        | (* 1783; † 1840) Geschäftsträger (II. Amtszeit) | Alexander I.  | Viktor Emanuel I.   |
| 1818, Nov.                | 1827, Jun. | Giorgio Mocenigo                     | (* 1764; † 1839) Gesandter (II. Amtszeit) | Alexander I.  | Viktor Emanuel I.   |
| 1827, Jul.                | 1831, Dez. | Iwan Woronzow-Daschkow               | (* 1790; † 1854) Gesandter, davor 1822 bis 1827 Gesandter in Bayern | Nikolaus I.   | Karl Felix          |
| 1831, Dez.                | 1838, Apr. | Alexander Obreskow                   | (* 1793; † 1885) Gesandter, davor 1822 bis 1823 Geschäftsträger in Österreich, 1829 bis 1831 Gesandter in Württemberg                                                                               | Nikolaus I.   | Karl Albert         |
| 1838                      | 1839       | Fjodor Iwanowitsch Tjuttschew        | (* 1803; † 1873) Gesandter | Nikolaus I.   | Karl Albert         |
| 1839, Mär.                | 1853, Mär. | Nikolai Alexandrowitsch Kokoschkin   | (* 1792; † 1873) Gesandter, danach 1853 bis 1860 Gesandter in Neapel, 1860 bis 1864 Gesandter in Sachsen                                                                                            | Nikolaus I.   | Karl Albert         |
| 1853                      | 1856       |                                      | Unterbrechung der Beziehungen |               |                     |
| 1856, Jul.                | 1861, Feb. | Ernst Johann von Stackelberg         | (* 1813; † 1870) Gesandter, danach 1861 bis 1862 Gesandter in Spanien, 1862 bis 1864 Gesandter in Italien, 1864 bis 1868 Botschafter in Österreich und 1868 bis 1870 Botschafter in Frankreich      | Alexander II. | Viktor Emanuel II.  |

Ab 1862: Gesandter in Italien

### Russische Gesandte in Italien (bis 1865)
- 1862–1864: Ernst Johann von Stackelberg[1]
- 1864–1869: Nikolai Dmitrijewitsch Kisseljow[1] (ab 1865 Dienstsitz in Florenz)